# Open di Francia 2020 - Doppio femminile in carrozzina
Diede de Groot e Aniek van Koot erano le detentrici del titolo da due anni e lo hanno difeso superando in finale Yui Kamiji e Jordanne Whiley con il punteggio di 7–6(2), 3-6, [10-8].

## Teste di serie
1.    Diede de Groot /  Aniek van Koot (campionesse)
  2.    Yui Kamiji /  Jordanne Whiley (finale)

## Tabellone

### Legenda
| - Q = Qualificato - WC = Wild card - LL = Lucky loser | - ALT = Alternate - SE = Special Exempt - PR = Protected Ranking | - w/o = Walkover - r = Ritirato - d = Squalificato |

|  | Semifinali | Semifinali                       | Semifinali                       | Semifinali | Semifinali |  |  | Finale | Finale                        | Finale | Finale | Finale |  |
|  |            |                                  |                                  |            |            |  |  |        |                               |        |        |        |  |
|  | 1          | Diede de Groot Aniek van Koot    | Diede de Groot Aniek van Koot    | 6          | 6          |  |  |        |                               |        |        |        |  |
|  |            | Kgothatso Montjane Momoko Ohtani | Kgothatso Montjane Momoko Ohtani | 3          | 4          |  |  | 1      | Diede de Groot Aniek van Koot | 7      | 3      | [10]   |  |
|  |            | Marjolein Buis Charlotte Famin   | Marjolein Buis Charlotte Famin   | 0          | 1          |  |  | 2      | Yui Kamiji Jordanne Whiley    | 62     | 6      | [8]    |  |
|  | 2          | Yui Kamiji Jordanne Whiley       | Yui Kamiji Jordanne Whiley       | 6          | 6          |  |  |        |                               |        |        |        |  |